# Flunkyball
Flunkyball ([ˈflʌŋkiˌbɔːl] eller [ˈflʊŋkiˌbal]), også kendt som bierball, er et drukspil, hvor to hold konkurrerer mod hinanden.

## Spillets regler
De to hold stiller sig op over for hinanden med en afstand på cirka 10 meter imellem. Antallet af spillere på hvert hold varierer, men oftest er der mellem 3 og 8 personer på hvert hold. Hver spiller har en åben ølflaske eller -dåse stående foran sig på jorden.
I midten af banen, mellem de to hold, står et mål – som regel en plastflaske fyldt med væske til omkring en fjerdedel eller halvdelen. Spillerne skal forsøge at ramme denne flaske med en bold og vælte den. Det hold, der kaster, har ét forsøg til at ramme målet. Hvis de vælter det, må hele holdet begynde at drikke øl så hurtigt som muligt.
Modstanderholdet skal hurtigt rejse målet op igen og hente bolden tilbage bag deres egen linje. Når banen er gendannet, råber de “Stop!”, og det kastende hold skal straks holde op med at drikke. Når begge hold er klar igen, får det andet hold lov til at kaste. Det hold, der først får drukket al deres øl, vinder spillet.

## Straffe og overtrædelser
Der kan gives straf, hvis en spiller begynder at drikke for tidligt, fortsætter efter "Stop!" er råbt, eller kaster op. Det samme gælder, hvis der spildes øl (f.eks. på grund af skum eller væltede flasker). Mulige straffe kan være en “straføl” til den skyldige spiller, tab af et kast, eller en slurk til modstanderholdet. Hvad der betragtes som en overtrædelse, og hvordan det straffes, varierer fra sted til sted.

## Varianter
Reglerne for flunkyball varierer afhængigt af stedet og fastsættes ofte i begyndelsen af runden – eller endda undervejs i spillet. Afstanden mellem kasterne og målet kan ændres. I nogle versioner er det nok blot at rejse flasken op igen for at råbe “Stop!”, uden at bolden skal bringes bag linjen.
I stedet for en bold kan man bruge en plastflaske eller endda et løg som kasteobjekt. I stedet for øl kan man også spille spillet med alkoholfrie drikke som sodavand eller vand. Mængden af drikke varierer, men det mest almindelige er flasker mellem 0,5 og 1,5 liter.

## Popularitet
Flunkyball spilles typisk om sommeren og på grønne områder som parker og haver. Det er også almindeligt på musikfestivaler. Spillet er især populært blandt studerende og universitetsstuderende i Tyskland. For eksempel afholder Karlsruhe Teknologiske Institut en årlig turnering i flunkyball.
Den største flunkyball-turnering i Tyskland afholdes hvert år i maj i Elmshorn. Interessant nok er udtrykket flunkyball almindeligt i tysktalende lande, men stort set ukendt i engelsktalende områder.
Den nuværende verdensrekord for den største omgang Flunkyball blev sat den 31. maj 2024 i Leipzig, hvor 1.323 personer deltog i én enkelt runde. I Leipzig kaldes spillet ofte bierball.

## Oprindelse og historie
De første spil flunkyball blev spillet i begyndelsen af 2000’erne og involverede at vælte øldåser i midten. I de tidlige versioner brugte man en “puck” (en fladtrykt øldåse som en hockeypuck), en bold eller en pind. Med indførelsen af ensartet pant på øldåser i Tyskland den 1. maj 2006, blev puck-varianten gradvist mindre udbredt.
Det første verdensmesterskab blev afholdt i 2005 i Darmstadt, hvor et hold fra Dillenburg vandt.

## I populærkulturen
En omgang flunkyball vises i en musikvideo af bandet Kraftklub fra Chemnitz.
Flunkyball er også titlen på en fiktiv film af Alexander Adolph fra 2023. Spillet vises her kun i én symbolsk scene.

## Links
- Flunkyball på Spielwiki.